# Архий (ойкист)
Архий — житель Коринфа, основатель (ойкист) Сиракуз в 733 году до н. э. Принадлежал к роду коринфских Гераклидов (Бакхиадов). «Паросская хроника» называет его сыном Евагета и десятым потомком Темена.

## Архий и Актеон
Предшествующие основанию города события изложены во фрагменте VIII книги «Исторической библиотеки» Диодора и в «Любовных рассказах» Плутарха (или Псевдо-Плутарха).
Архий, принадлежавший к богатой и знатной семье, был (как и многие другие коринфяне) влюблен в юношу Актеона, сына Мелисса (о красоте Актеона говорит Александр Этолийский в поэме «Аполлон»). Безуспешно пытаясь добиться его благосклонности, отправив к нему вестника, Архий решил похитить Актеона (обычай похищения юноши описывает Эфор применительно к Криту) и созвал друзей. Напившись, Архий со спутниками решил отправиться к дому Мелисса и вытащить оттуда юношу силой, но отец и домашние пытались воспрепятствовать ему, и в схватке юноша погиб (был «разорван на куски»). И Диодор, и Плутарх в биографии Сертория отмечают сходство между судьбами двух Актеонов.
Мелисс призывал коринфян отомстить за сына, но безуспешно (они только пожалели его), и тогда во время Истмийских игр он выступил с обвинениями против Бакхиадов и спрыгнул вниз с горы перед храмом Посейдона, призывая богов отомстить за сына. Вскоре государство постигли чума и засуха, и в Дельфы было отправлено посольство (среди послов был и Архий), чтобы узнать о причине этого. Пифия возвестила, что это следствие гнева Посейдона, который требует наказать виновников смерти Актеона. Услышав ответ, Архий решил отплыть на Сицилию.

## Основание Сиракуз
По другому рассказу, Архий прибыл в Дельфы, уже собираясь основать колонию. Вместе с ним Пифию спрашивал ахеец Мискелл, и оракул спросил, выбирают ли они богатство или здоровье? Архий избрал богатство, а Мискелл — здоровье.
Большинство колонистов были из селения Тенея близ Коринфа, где находилось святилище Аполлона Тенеата. Согласно Страбону, одновременно с Архием в экспедицию отправился Херсикрат, но он основал колонию на Керкире, а Архий поплыл дальше (другие источники считают, что Керкира была основана позже). Высадившись в Зефирии, Архий соединился с отрядом дорийцев, уже ранее прибывших на Сицилию и отделившихся от тех, кто основал Мегару. Архилох упоминает, что один из спутников Архия по имени Эфиоп по пути в Сицилию продал приятелю свой будущий надел за медовую коврижку.
Архий изгнал сикулов с острова Ортигии и основал город (название Ортигия, «перепёлка», было дано острову в честь Артемиды). Археологи раскопали ранние греческие постройки, расположенные поверх остатков деревни сикулов; вскоре греки переправились на берег Сицилии.
Фукидид указывает, что это событие произошло через год после основания сицилийского Наксоса, и по его датировкам соответствует 733 году до н. э. (другие датировки — 734 или 735 год до н. э.) «Паросская хроника» датирует основание Сиракуз 21 годом правления афинского царя Эсхила (то есть, 757 годом до н. э.), а «Хроника Евсевия» — 1279 годом от Авраама (738 год до н. э.).
Позже Архий оказал содействие Мискеллу в основании Кротона, так как ещё ранее побывал в этом месте.
На Сицилии у Архия родились две дочери: Ортигия и Сиракуза. Позже Архий был «изменнически» убит своим возлюбленным Телефом, который вместе с ним отплыл на Сицилию на корабле.